# Stephan-Mueller-Medaille
Die Stephan-Mueller-Medaille (eigentlich englisch Stephan Mueller Medal) ist eine jährlich von der European Geosciences Union (EGU) vergebene Auszeichnung in Geophysik für herausragende Leistungen in Tektonik und Geophysik der Lithosphäre. Sie wird zu Ehren von Stephan Müller (Stephan Mueller) vergeben. Sie wird seit 1998 vergeben (damals von der European Geophysical Society, EGS).

## Preisträger
- 1998: Peter A. Ziegler
- 1999: Raul Madariaga
- 2000: Rinus Wortel (M. J. R. Wortel)
- 2005: Alan G. Green
- 2006: Sierd A. P. L. Cloetingh
- 2007: David G. Gee
- 2008: Jean-Pierre Brun
- 2009: Stefan M. Schmid
- 2010: Seth Stein
- 2011: Laurent Jolivet
- 2012: Jacques Malavieille
- 2013: Leigh Royden
- 2014: Claudio Faccenna
- 2015: Evgueni B. Burov
- 2016: Renée Heilbronner
- 2017: Cees Passchier
- 2018: John P. Platt
- 2019: Serge Lallemand
- 2020: Mathilde Cannat
- 2021: R. Dietmar Müller
- 2023: Richard G. Gordon
- 2024: Yann Klinger
- 2025: Heidrun Kopp[1]